# Soyu Stadium
Das Soyu Stadium, auch bekannt als Akita Yabase Athletic Stadium (engl. für japanisch Akita-shi Yabase-undōkōen rikujō-kyōgi-jō, „Yabase-Park-Leichtathletikstadion der Stadt Akita“, jap. 秋田市八橋運動公園陸上競技場), ist ein Fußballstadion mit Leichtathletikanlage im Yabase-Park der japanischen Stadt Akita auf der Hauptinsel Honshū. Es ist neben dem benachbarten Akigin-Stadion die Heimspielstätte des Fußballclubs Blaublitz Akita. Die 1941 eröffnete Anlage bietet 20.125 Plätze.

## Galerie

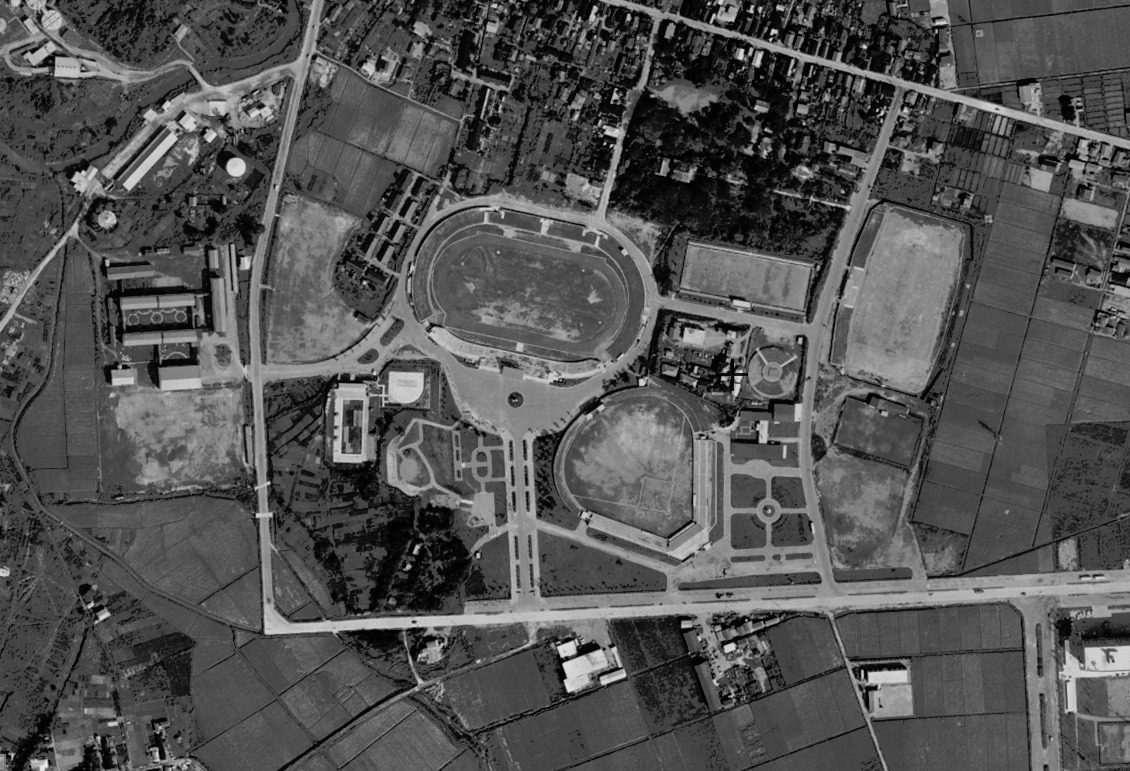
Der Yabase Sports Park in den 1960er Jahren. In der Mitte das damalige Akita Yabase Athletic Stadium. Rechts daneben das Akigin-Stadion.
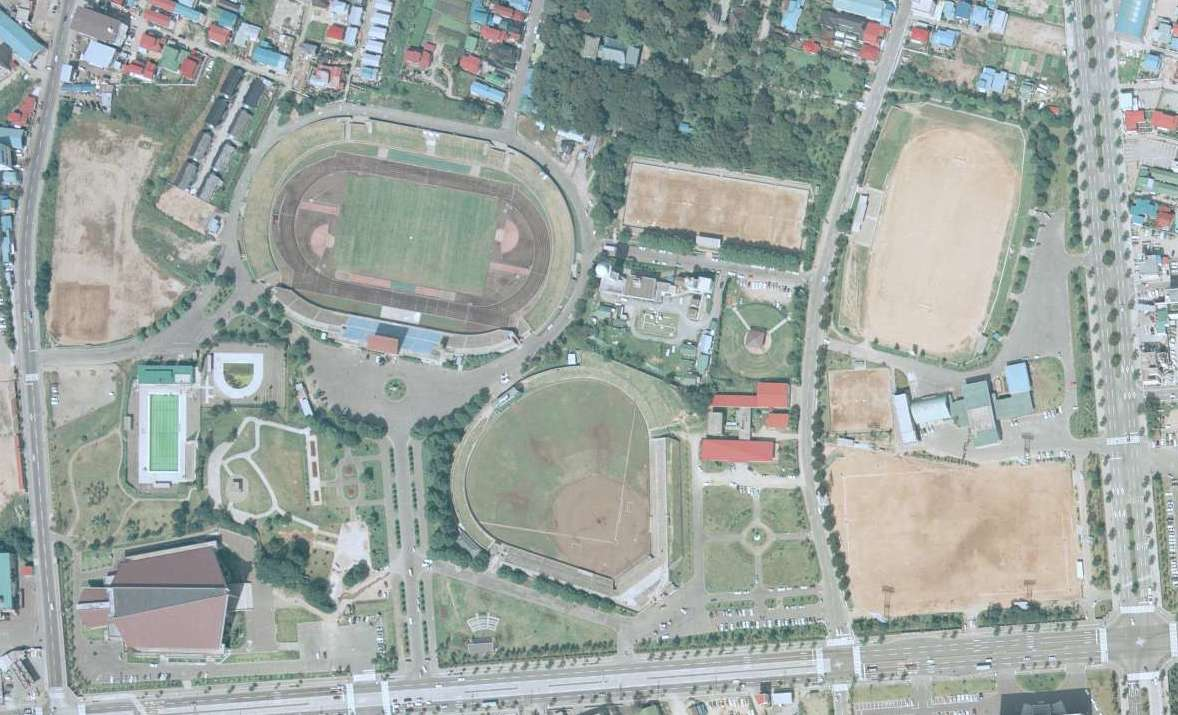
Der Yabase Sports Park auf einer Karte (1975)
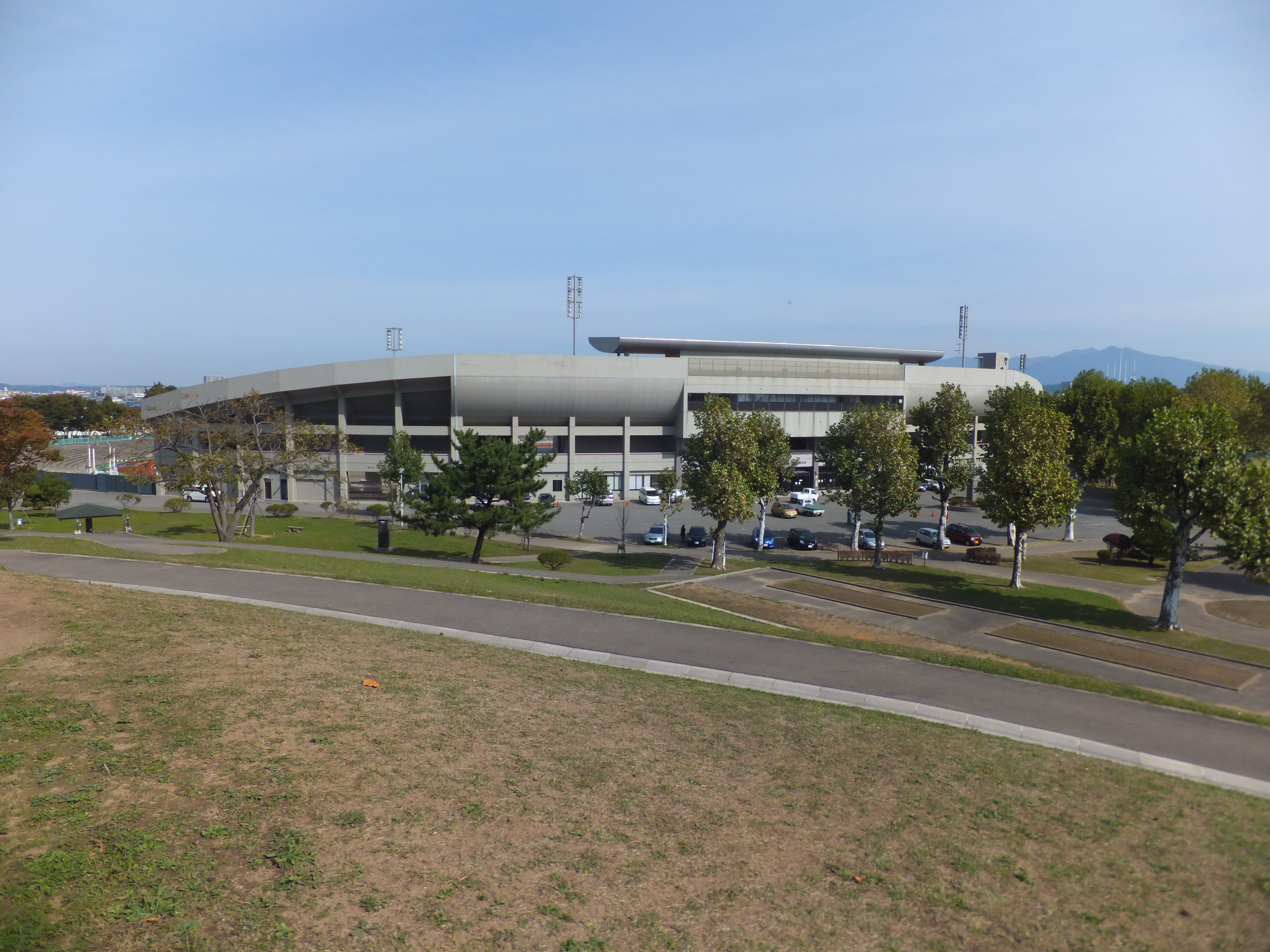
Das Stadion (2011)
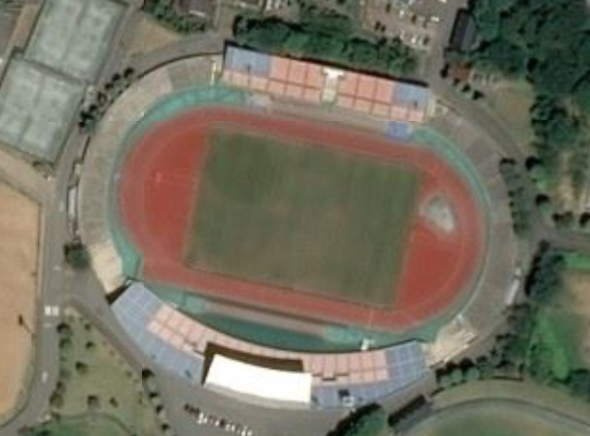
Satellitenbild (2018)
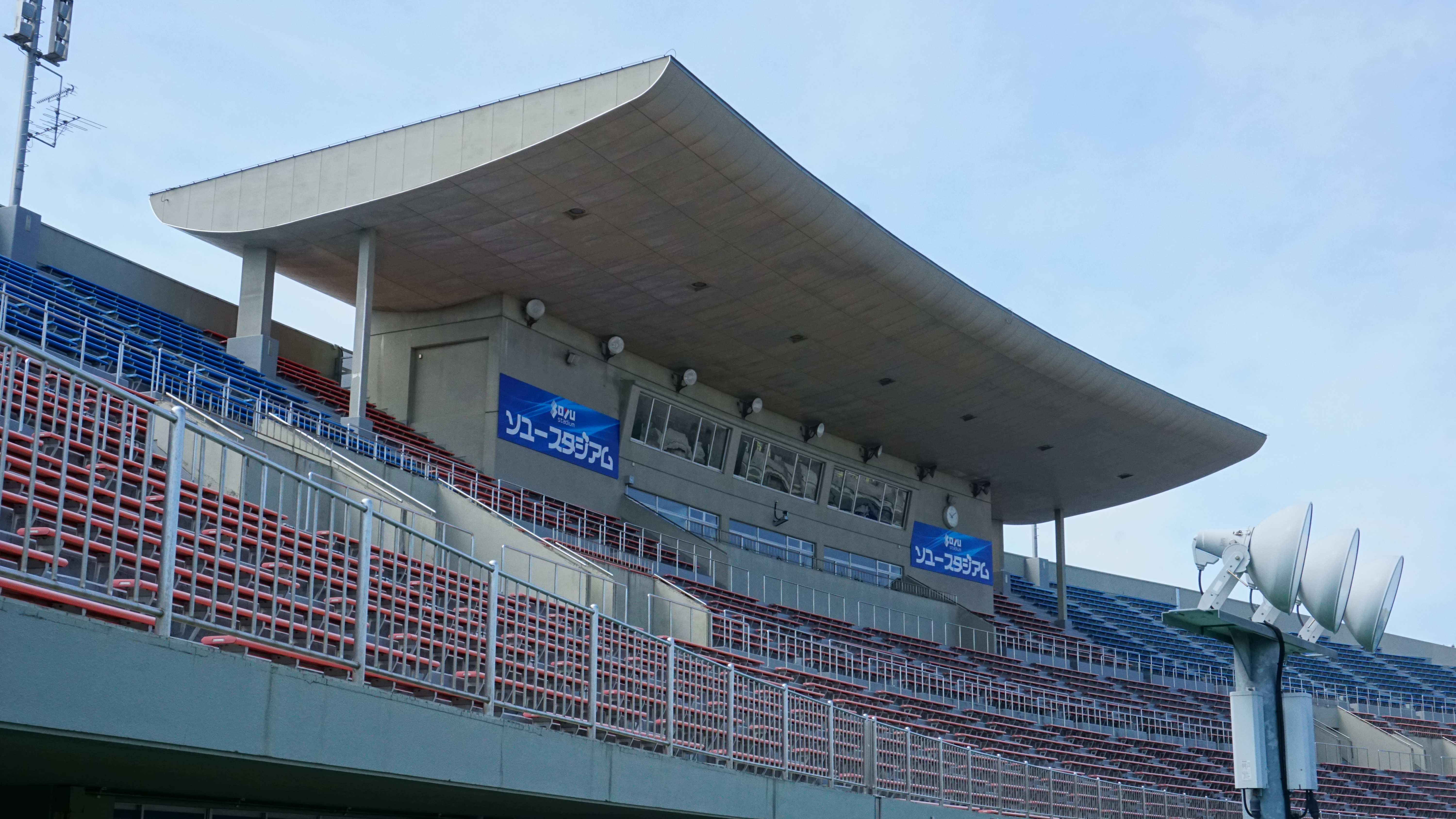
Überdachte Tribüne (2019)
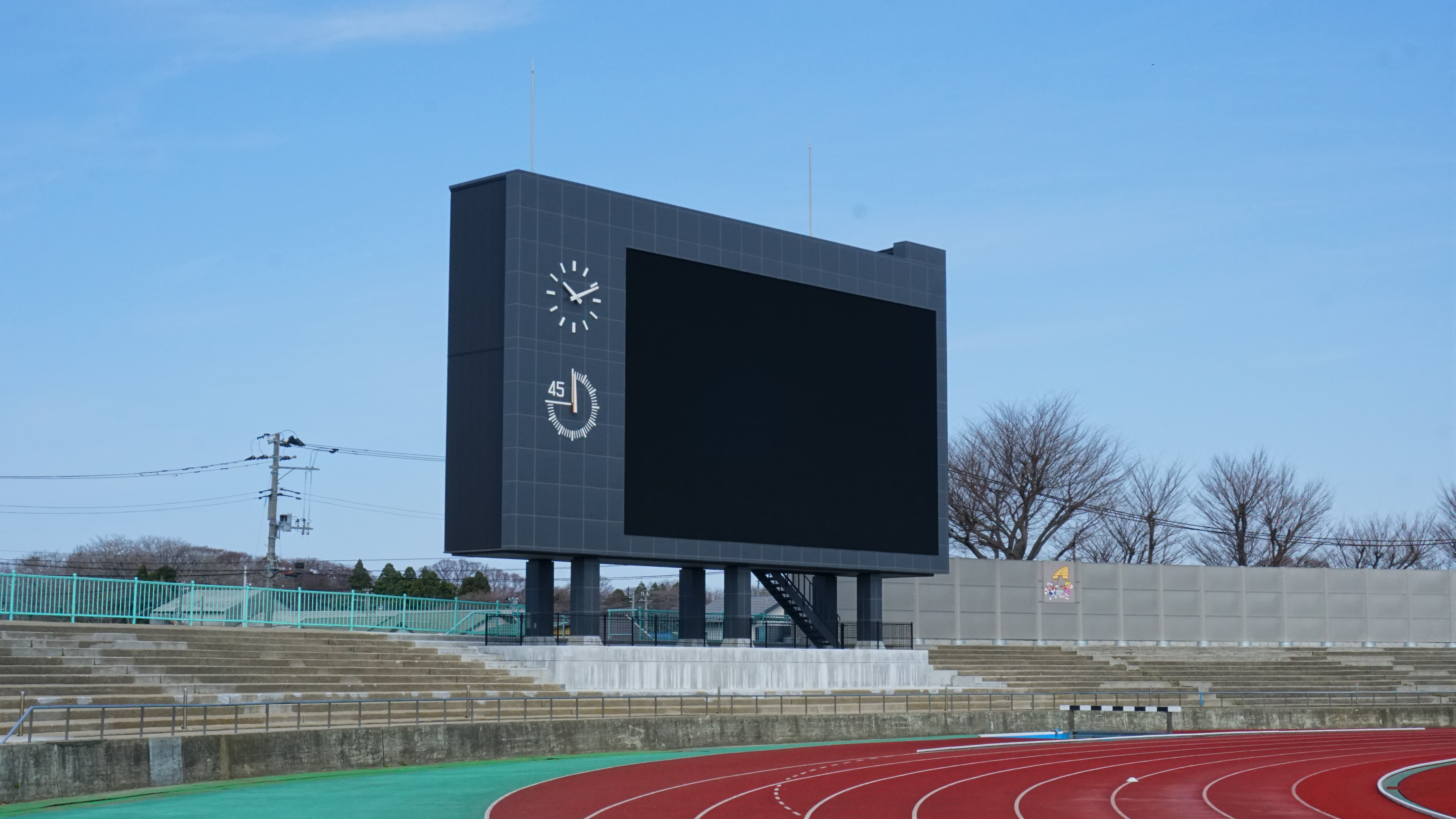
Die Videoanzeigetafel (2019)
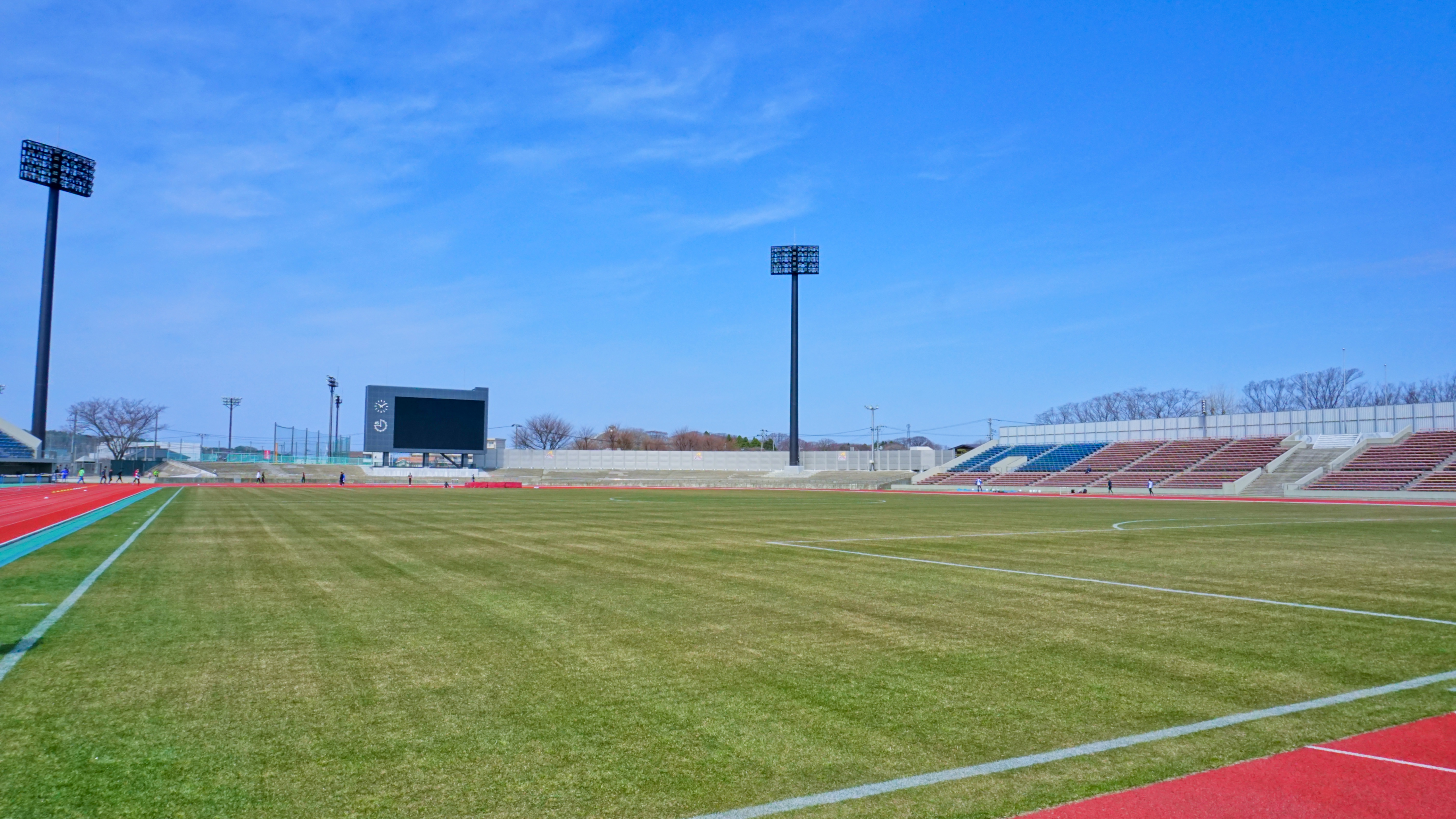
Blick auf das Spielfeld (2019)